# Titus Sextius Magius Lateranus (Konsul 197)
Titus Sextius Magius Lateranus war ein römischer Politiker, Senator und Militär des 3. Jahrhunderts.
Lateranus stammte aus einer republikanischen Familie und war Sohn des Titus Sextius Lateranus, Konsul im Jahr 154. Im Partherkrieg 195 war er dux des Kaisers Septimius Severus, dem er seinen großen Reichtum verdankte, 197 bekleidete er das ordentliche Konsulat. Lateranus war der Besitzer des nach ihm benannten Palastes auf dem Lateran.